# Peteroa
Peteroa es un pueblo de 2.500 hab, al sudoeste de la comuna de Sagrada Familia (Chile) , provincia de Curicó. Enclavado en la cordillera de la costa, actualmente es famoso por la calidad de sus vinos, cuenta con una escuela básica, pero para más servicios públicos es necesario viajar a la ciudad de Sagrada Familia (Chile) o al pueblo de Villa Prat, también perteneciente a la misma comuna. Peteroa es también el nombre de la localización de la fortaleza construida por Lautaro y del sitio de la batalla de Peteroa también lugar la muerte de Lautaro. El pueblo actual de Peteroa es la vecindad donde esta fortaleza fue situada en el banco del sur del Río Mataquito.

## Historia
Luis Risopatrón lo describe en su Diccionario jeográfico de Chile (1924) sobre el lugar:: 838 
Peteroa (Aldea). 35° 04' 71° 19' Es de corto caserío, cuenta con servicio de correos i se encuentra entre contornos de cultivadas heredades, en la márjen S del curso superior del rio Mataquito, entre los lugarejos de Colin i Punta Rosa. 63, p. 334; 101, p. 642; 155, r>. 542; 156; i 163, p. 324; pueblo en 3, IV, p. 198 (Alcedo, 1788); i lugarejo en 68, p. 168.